# Fit to be Tied
«Готовий бути зв'язаним» (англ. Fit to be Tied) — 69-й епізод мультсеріалу Том і Джеррі вийшов 26 липня 1952 року.

## Сюжет
Джеррі висмикує кнопку з лапи Спайка, на яку він наступив. На знак подяки, Спайк дає Джеррі дзвіночок, щоб той ним дзвонив, потрапивши в біду. Як наслідок, Том двічі зазнав нападів Спайка за спроби зловити Джеррі. І той незабаром змусив Тома прислужувати йому, приносити їжу. Але в цей час у місті вийшов новий закон про те, що злих собак потрібно тримати на прив'язі з міркувань суспільної безпеки, тому Спайк не може допомогти Джеррі. В цей час Том отримує газету, в якій говориться про цей новий закон. Том читає газету і дико радіє. Він виходить у двір, вимірює довжину мотузки, креслить риску, стає за неї і б'є Спайка скрученою газетою. Пес намагається кинутися на Тома, який стоїть за рискою, але не може через прив'язь. Том знущається з пса, після чого йде в будинок, де сидить на ліжку Джеррі.
Том йде до ліжка і б'є Джеррі газетою. Джеррі дістає дзвіночок, який йому дав Спайк, і дзвонить ним, але ніхто не приходить (адже Спайк на прив'язі). Тоді Том знову б'є Джеррі, дістає колекцію дзвіночків і дзвонить ними всіма. Знову ніхто не приходить. Джеррі не розуміє, в чому справа. Потім Том накидається на Джеррі, але той встигає проковтнути дзвіночок. Потім Джеррі біжить до Спайка і дзвонить йому, але той показує йому мотузку, якою його прив'язано. І Том знову знущається з пса: Спайк ламає собі зуби об шматок металевої труби, проте Том підмітає їх і кладе Спайкові в рот. Однак Спайк хитрує, накресливши риску ближче до себе, і зриває шкуру з Тома, який все одно забирає її назад. Том продовжує погоню за Джеррі, молотком для крикету вибиває з нього дзвіночок, хапає мишеня і дзвонить дзвіночком.
Тепер Джеррі прислуговує Тому і приносить для нього їжу. Але тут прийшла нова газета, в якій сказано, що закон про собак на прив'язі скасовано і собаки святкують звільнення. Джеррі читає її і радіє. Він йде до Тома і б'є його газетою. Той сердиться, намагається схопити Джеррі, але той дзвонить у дзвіночок. Том відразу вихоплює у нього дзвіночок і знущається з Джеррі: дзвонить, а потім б'є газетою. Але тут за його спиною з'являється Спайк і сам б'є Тома газетою. Кіт не розуміє, в чому справа, і знову дзвонить дзвіночком. І знову дістає удар від Спайка. Потім Том дзвонить утретє і зразу ж дивиться назад. Спайк спочатку схиблює, але потім все ж поціляє так, що Том відлітає назад. Спайк знову дає Джеррі дзвіночок, а потім кидається слідом за Томом, б'є його, і незабаром садить Тома на прив'язь, як собаку, і вигулює його. Джеррі йде ззаду, і щоразу, коли він дзвонить дзвіночком, Спайк дає Тому стусана під зад.